# 노경우
노경우(1996년 1월 18일 ~ )는 대한민국의 축구 선수로, 포지션은 미드필더이다.
.